# Lotus broussonetii
Lotus broussonetii là một loài thực vật có hoa trong họ Đậu. Loài này được Ser. miêu tả khoa học đầu tiên.